# Prohydata latifasciata
Prohydata latifasciata är en fjärilsart som beskrevs av W. Warren 1907. Prohydata latifasciata ingår i släktet Prohydata och familjen mätare. Inga underarter finns listade i Catalogue of Life.